# Браун, Ильза
Ильза Браун (нем. Ilse Braun, в замужестве Хёхштеттер и позднее Фукке-Михелис; 1908, Мюнхен, Германская империя — 1979, Мюнхен, ФРГ) — старшая сестра Евы Браун, спутницы жизни Адольфа Гитлера.

## Биография
Ильза Браун — старшая из трёх дочерей учителя Фридриха Брауна и его супруги портнихи Франциски, урождённой Кронбергер. В 1929 году Ильза покинула отчий дом и устроилась ассистенткой отоларинголога Мартина Леви Маркса, еврея по происхождению, который также сдавал ей комнату в аренду. О том, связывали ли Ильзу Браун и доктора Маркса любовные отношения, достоверных сведений нет. Ева Браун неоднократно выражала недовольство по поводу компрометирующего её места работы Ильзы и в конечном итоге, по всей видимости, добилась её увольнения и поспособствовала новому трудоустройству сестры. С ростом антисемитизма в Германии доктор Маркс решил эмигрировать из Германии, а Ильза 15 марта 1937 года приступила к своим обязанностям секретаря-референта на новом месте, в берлинском бюро любимого архитектора Гитлера Альберта Шпеера. Ранее, 30 января 1937 года Шпеер был назначен Гитлером на должность генерального инспектора по строительству в Берлине, который должен был претворить в жизнь планы Гитлера по переустройству города в Столицу мира Германию. Офис Альберта Шпеера переместился в здание Прусской академии искусств на Парижской площади.
В октябре 1937 года Ильза Браун вышла замуж за некоего Хёхштеттера и уволилась с работы у Шпеера. Супруги расстались спустя три года. Ильза осталась в Берлине и с началом войны в 1940 году получила место стажёра в редакции фельетонов в газете «Deutsche Allgemeine Zeitung», а затем там же работала на должности редактора до лета 1941 года. Одновременно с Ильзой Браун стажировку в DAZ проходила и выпускница Берлинского университета Элизабет Ноэль-Нойман. Принимая на работу не имевшую журналистского образования Ильзу Браун, завотделом фельетонов Урсула фон Кардофф знала, что сестра Ильзы Ева часто бывала в Бергхофе и надеялась, что такое важное знакомство может оказаться полезным в тяжёлое время. 15 июня 1941 года Ильза вышла замуж во второй раз за Фукке-Михелиса и переехала в Бреслау, где работала в газете «Schlesische Zeitung». По некоторым данным второй супруг Ильзы Браун служил в Бреслау пропагандистом.
Ильза не участвовала в политике, и в отличие от своих сестёр Евы и Гретль, она не была членом ближайшего окружения Гитлера или регулярной посетительницей Бергхофа в Баварии, хотя и бежала туда в конце войны. Она любила танцевать и была чемпионкой Европы среди любителей бальных танцев. Ильза жила со своей матерью в семейном доме в Рупольдинге, в Верхней Баварии, после смерти отца в 1964 году. Она умерла от рака в Мюнхене в 1979 году и похоронена там, рядом со своей племянницей Евой Фегелейн (дочерью Гретль Браун), детей у неё не было.